# نظام دوريات كرة القدم المغربية
يتكون نِظَامُ دَوْرِيَّاتِ كُرَةِ القَدَمِ المَغْرِبِيَّةِ من دوريين احترافيين وأربعة أقسام لدوريات الهواة، وترتبط جميع هذه الدوريات بعضها ببعض بنظام الترقي والهبوط.

## البنية
الدوري الوطني لكرة القدم الاحترافية هي مؤسسة قائمة بتفويض من الجامعة الملكية المغربية لكرة القدم مسؤولة عن تنظيم بطولة احترافية سنويا في قسمين.:10 وبتفويض مماثل، يقوم الدوري الوطني لكرة القدم الهاوية سنويا بتنظيم بطولة وطنية هاوية في ثلاث أقسام.:11
| القسم | الدوريات                                                  | الدوريات                                                  | الدوريات                                               | الدوريات                                               |
|       | دوريات احترافية                                           | دوريات احترافية                                           | دوريات احترافية                                        | دوريات احترافية                                        |
| ----- | --------------------------------------------------------- | --------------------------------------------------------- | ------------------------------------------------------ | ------------------------------------------------------ |
| 1     | البطولة الاحترافية 1 16 نادي هبوط فريقين                  | البطولة الاحترافية 1 16 نادي هبوط فريقين                  | البطولة الاحترافية 1 16 نادي هبوط فريقين               | البطولة الاحترافية 1 16 نادي هبوط فريقين               |
| 2     | البطولة الاحترافية 2 16 نادي ترقي فريقين، وهبوط فريقين    | البطولة الاحترافية 2 16 نادي ترقي فريقين، وهبوط فريقين    | البطولة الاحترافية 2 16 نادي ترقي فريقين، وهبوط فريقين | البطولة الاحترافية 2 16 نادي ترقي فريقين، وهبوط فريقين |
|       | دوريات الهواة                                             |                                                           |                                                        |                                                        |
| 3     | البطولة الوطنية 16 نادي ترقي فريقين، وهبوط فريقين         | البطولة الوطنية 16 نادي ترقي فريقين، وهبوط فريقين         | البطولة الوطنية 16 نادي ترقي فريقين، وهبوط فريقين      | البطولة الوطنية 16 نادي ترقي فريقين، وهبوط فريقين      |
| 4     | الهواة 1 (الشمال) 16 نادي ترقي فريق، وهبوط فريقين         | الهواة 1 (الشمال) 16 نادي ترقي فريق، وهبوط فريقين         | الهواة 1 (الجنوب) 16 نادي ترقي فريق، وهبوط فريقين      | الهواة 1 (الجنوب) 16 نادي ترقي فريق، وهبوط فريقين      |
| 5     | الهواة 2 ‏ (الشمال الشرقي) 12 نادي ترقي فريق، وهبوط فريقين | الهواة 2 ‏ (الشمال الغربي) 12 نادي ترقي فريق، وهبوط فريقين | الهواة 2 ‏ (الجنوب) 12 نادي ترقي فريق، وهبوط فريقين     | الهواة 2 ‏ (الصحراء) 12 نادي ترقي فريق، وهبوط فريقين    |
| 6     | 13 عصبة جهوية                                             | 13 عصبة جهوية                                             | 13 عصبة جهوية                                          | 13 عصبة جهوية                                          |

## التاريخ
في موسم 2017-2018 م، أُنشئت البطولةُ الوطنية باعتبارها القسمَ الثالث الجديد في نظام دوريات كرة القدم المغربية.